# Jörg Syrlin l'Ancien
Jörg Syrlin l'Ancien est un sculpteur sur bois allemand dont on ignore les dates de naissance et de décès. On connaît surtout son travail effectué à Ulm dans la Souabe de 1449 à 1491. On ne peut donc parler de lui qu'à travers ses œuvres.
En 1458, il sculpte le lutrin d’Ottenbach am Staufen soutenu par les quatre Évangélistes ; en 1465, une armoire sculptée pour le château d'Illerfeld; en 1468,
Il est surtout connu pour sa réalisation des stalles de la cathédrale d'Ulm. L'iconographie s'inscrit dans le courant humaniste de la pré-Renaissance. L'artiste réalise aussi l'autel de la cathédrale d'Ulm  en 1473, aujourd'hui disparu.